# Paolo Nuzzi
Paolo Nuzzi (* 2. Dezember 1929 in Neapel; † 10. März 2018 in Rom) war ein italienischer Filmregisseur und Drehbuchautor.
Nuzzi begann beim Film als Assistent Federico Fellinis, den er zwischen 1954 und 1960 begleitete, und drehte 1962 eine Episode des Cesare-Zavattini-Films I misteri di Roma. Nach dem Dokumentarfilm Ecco il finimondo, der von der Zensur beeinsprucht wurde, folgte erst zehn Jahre später eine weitere eigenverantwortete Arbeit, der nach Piero Chiaras Roman produzierte Il piatto piange, ein mit einem italienischen Golden Globe ausgezeichnetes Porträt der Provinz Piemont zu Zeiten des Faschismus, sowie zwei weitere Jahre später Giovannino, der nach einem Werk von Ercole Patti geschrieben wurde. Daneben entstanden unter Nuzzis Regie zahlreiche Fernseharbeiten (Un mestiere come un altro, L'incidente, I giovedì della Signora Giulia, Piccolo bambino und etliche andere) sowie Reportagen. Mit Arturo und Marco Zavattini widmete er sich lange Jahre dem Werk von Cesare Zavattini und veröffentlichte mehrere Monografien dazu.

## Filmografie (Auswahl)
- 1962: I misteri di Roma (eine Episode)
- 1974: Verspielte Tage und Nächte (Il piatto piange)
- 1976: Giovannino